# Pervomaisk (Mykolaiv)
Pervomaisk (em ucraniano:  Первома́йськ, Pervomajs'k, em russo:  Первома́йск) é uma cidade da Ucrânia, situada no Oblast de Mykolaiv. Tem 25,14 km² de área e sua população em 2020 foi estimada em 64.103 habitantes.